# Archipel de Calbuco
Pour les articles homonymes, voir Calbuco.
L' archipel de Calbuco est un groupe d'îles du sud du Chili situé dans la région des Lacs (Los Lagos) . Les îles ont une superficie globale de 172,9 km² et plus de 16.000 habitants. L'archipel est situé au sud de Puerto Montt, la capitale de la province de Llanquihue, et sépare le Seno de Reloncaví du Golfe d'Ancud.

## Les îles de l'archipel
L'archipel est composé de douze à quatorze îles, toutes appartenant à la commune de Calbuco :
- Huar (ou Guar), île habitée
- Puluqui, la plus grande île et le point culminant à 115 mètres[1].
- Tautil, petite île à la pointe nord de Puluqui.
- Chaullín, petite île au nord-ouest de Puluqui[2].
- Chidguapi, petite île au sud-ouest de Puluqui.
- Calbuco, abritant la ville du même nom, reliée par une route au continent.
- Quihua, dans une crique à l'ouest de Calbuco.
- Quenu, petite île au sud de Calbuco[3].
- Tabón, île habitée[4].
- Llanquinelhue-Polmallelhue,
- Lin,
- Abtao, île la plus à l'ouest. Connue pour la bataille d'Abtao, le 7 février 1866 lors de la guerre hispano-sud-américaine.
- Caicué-Lagartija[5], île inhabitée abritant plus de vingt espèces d'oiseaux et étant un site de nidification particulier pour au moins sept d'entre elles. En 2017, elle a été déclarée sanctuaire naturel .
- Queullín, petite île de 14 hectares possédant une forêt de myrte luma.

Les trois îles, Tabon, Polmalluelhe et Lin, ne sont qu'une seule île à marée basse.
Au nord de l'archipel, deux autres îles sont situées au sud de Puerto Montt, à la commune de laquelle elles appartiennent, au fond du Seno de Reloncaví : Isla Maillén, qui est située au nord de l'île de Guar, et Isla Tenglo, à une courte distance de Puerto Mont.

## Galerie

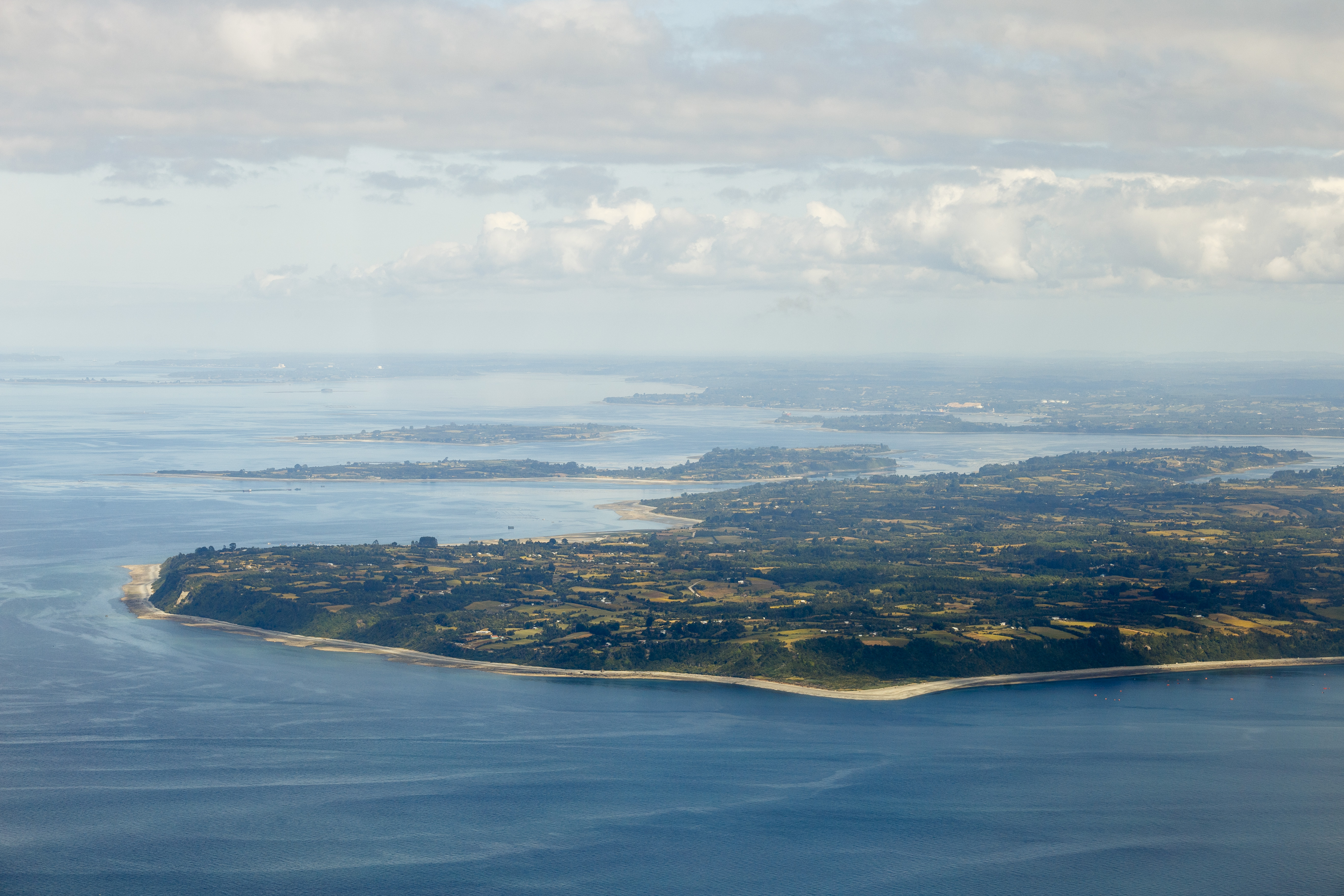
ÎlesPuluqui, Chidguapi et Quenu
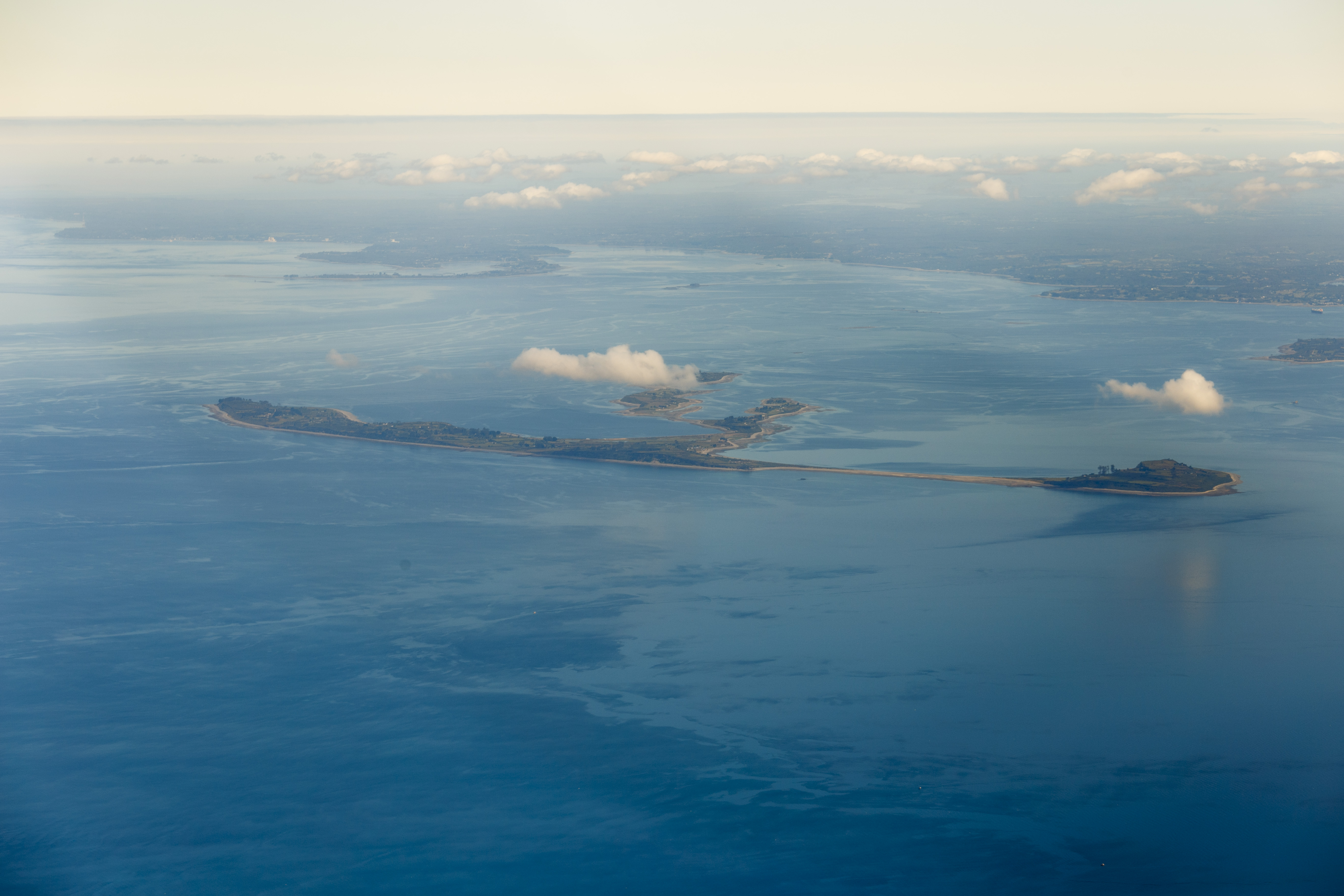
Groupe des îles Tabón
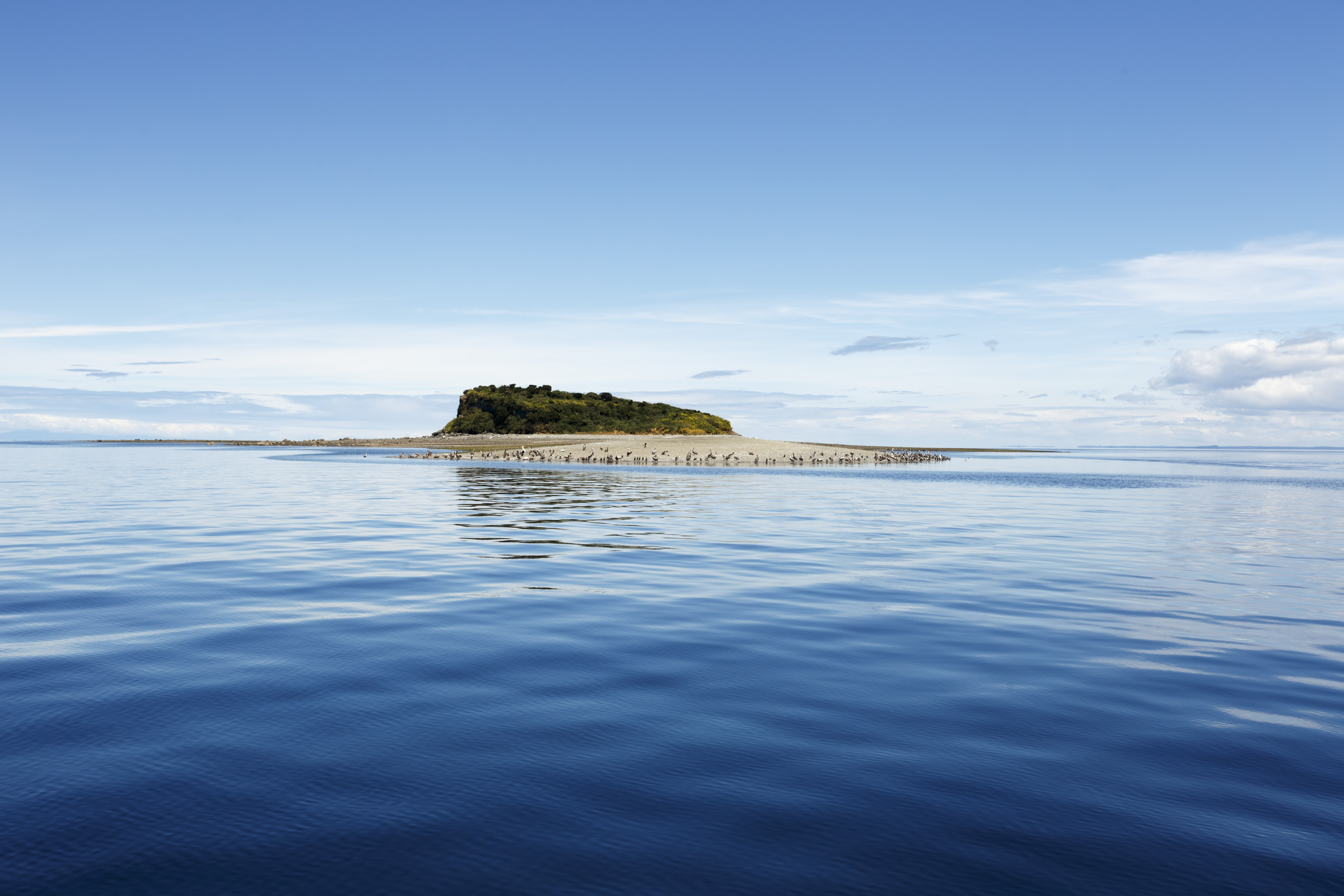
Île Lagartija